# Kallima jaraensis
Kallima jaraensis är en fjärilsart som beskrevs av Otto Staudinger. Kallima jaraensis ingår i släktet Kallima och familjen praktfjärilar. Inga underarter finns listade i Catalogue of Life.